# Poynton
Poynton – wieś w Anglii, w hrabstwie ceremonialnym Cheshire, w dystrykcie (unitary authority) Cheshire East. Leży 55 km na wschód od miasta Chester i 245 km na północny zachód od Londynu. W 2001 miejscowość liczyła 14 433 mieszkańców.